# Neoscona oaxacensis
La araña manchada de jardín (Neoscona oaxacensis) es una especie de las arañas araneomorfas de la familia Araneidae, conocidas también como de telas orbiculares. Esta especie fue descrita por Keyserling en 1864, originalmente bajo el nombre Epeira oaxacensis. El nombre del género Neoscona deriva del griego y su significado es "hilando entre los juncos". El epíteto específico, oaxacensis, deriva de la localidad de donde procedió el organismo al momento de la descripción. El grupo neosconas ubica a las llamadas arañas tejedoras manchadas. El prosoma es claro, con vellosidades fácilmente apreciables; presenta ocho ojos dispuestos en forma de óvalo; el opistosoma es ovalado; el color predominante es el negro, presentando una banda dorsal color crema o amarilla, ondulada, con el centro negro, además de vivos amarillos o cremas en las partes laterales; como otras especies del género Neoscona, presenta cuatro puntos color crema o amarillos en la parte ventral o en su defecto, dos barras del mismo color; las patas son de color rojizo, con anillos negros en las articulaciones.
Es de amplia distribución, se tiene registro de ella desde Estados Unidos de Norteamérica hasta Perú, pasando por México, así como en las Islas Galápagos. En México se distribuye prácticamente en todo el país.
Es de ambiente terrestre. Esta araña es de amplia distribución, por lo que se le puede hallar en una gran variedad de biotopos, en árboles de altura mediana, jardines urbanos, arbustos, etcétera.
Hasta el momento en México no se encuentra en ninguna categoría de protección.
Es considerada un buen agente biológico de control de plagas. 

## Clasificación y descripción
Es una araña perteneciente a la familia Araneidae, cuyos miembros son conocidos comúnmente como “arañas de telas orbiculares” y pertenece al orden Araneae. El prosoma es color claro, con vellosidades fácilmente apreciables; presenta ocho ojos dispuestos en forma de óvalo; el opistosoma es de forma ovalada; el color predominante es el negro, presentando una banda dorsal color crema o amarilla, ondulada, con el centro negro, además de vivos amarillos o cremas en las partes laterales; como otras especies del género Neoscona, presenta r lo que se le puede hallar en una gran variedad de biotopos, en árboles de altura mediana, jardines urbanos, arbustos, etcétera. Hasta el momento en México no se encuentra en ninguna categocuatro puntos color crema o amarillos en la parte ventral o en su defecto, dos barras del mismo color; las patas son de color rojizo, con anillos negros en las articulaciones. Se les puede hallar en el centro de la telaraña que construyen, la cual muestra el típico patrón circular. 

## Distribución
Es de amplia distribución, se tiene registro de ella desde Estados Unidos de Norteamérica hasta Perú, pasando por México, así como en las Islas Galápagos.

## Ambiente
Es de ambiente terrestre. Esta araña es de amplia distribución, por lo que se le puede hallar en una gran variedad de biotopos, en árboles de altura mediana, jardines urbanos, arbustos, etcétera.

## Estado de conservación
Hasta el momento en México no se encuentra en ninguna categoría de protección, ni en la Lista Roja de la IUCN (International Union for Conservation of Nature) ni en CITES (Convención sobre el Comercio Internacional de Especies Amenazadas de Fauna y Flora Silvestres).